# バリー・ディラー

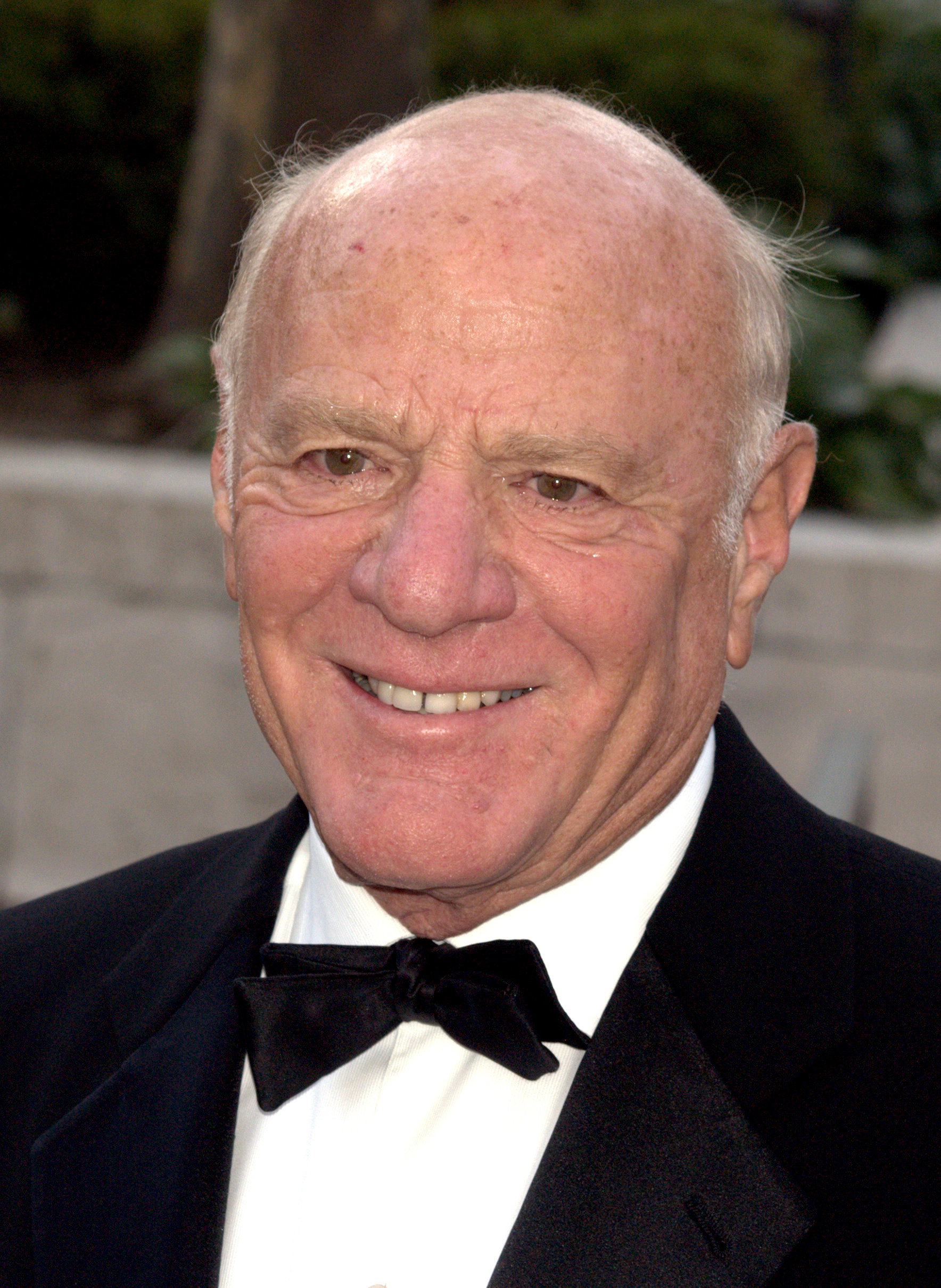
バリー・ディラー、2009年9月。Photo by David Shankbone

バリー・ディラー（Barry Diller、1942年2月2日 - ）は、アメリカ合衆国の実業家。

## 人物
パラマウント映画・20世紀フォックスの会長兼CEOを歴任、フォックス放送創設に携わるなど、メディア界の大物として知られる。テレビ映画の製作面での才能と、企業経営と統率に手腕を発揮した。現在は、メディア・インターネット企業のIAC/InterActiveCorpと、オンライン旅行会社のエクスペディア・グループで、それぞれ会長職を務めている。

## 経歴

### 芸能エージェンシー
カリフォルニア州サンフランシスコ出身。父親はビバリーヒルズの不動産開発業者。ショービジネスに入りたくて、UCLAを中退すると近所のコネを使い大手の芸能エージェンシーであるウィリアム・モリス・エージェンシーの面接を受けて入社。メッセンジャーボーイからキャリアを積んだ。ディラーはここで多くを学んだとしている。

### テレビネットワーク
ディラーは1966年、ABCに入社した。
創業者のゴールデンソンは20代半ばのディラーを信頼し、映画の買い付けと放映計画の策定では業界の大物と直接交渉させた。この点にディラーは感謝している。69年には映画部門の責任者として、テレビ映画のレギュラー番組「ABC Movie of the Week」を創設、テレビミニシリーズも立ち上げた。
ディラーが辞めた後の77年シーズンにABC はプライムタイム視聴率で初めて首位を獲得した。しかし70年代後半から独立局、ケーブルテレビ局、衛星通信が視聴者を侵食していき、三大ネットワークも経営環境は変化した。

### パラマウント
1974年、パラマウント映画の会長兼CEOに就任。パラマウントは1966年にガルフ&ウェスタン（以下、ガ社）に買収されていた。ディラーはガ社を経営するチャールズ・ブルードーンとABC時代に知遇を得た。
パラマウント時代の部下にマイケル・アイズナー、ジェフリー・カッツェンバーグがいた。1983年、ガ社のチャールズ・ブルードーンが急死、経営がマーティン・デイビスに代わった。デイビスはディラーとアイズナーを追い出そうとした。嫌気が差した彼等にフォックス、ディズニーは手を伸ばした。
70年代から80年代のパラマウントの経営が安定した一方、映画産業をめぐる環境は変化した。ビデオセル及びレンタル市場は映画会社の収益構造を変化させた。
もうひとつの変化はケーブルテレビの契約世帯数の飛躍的増加だった。独自の番組編成、多チャンネルが人気を集めた。視聴者が映画やスポーツ、ニュースといった番組を選択する習慣を身につけ、映画はコンテンツの一つになった。

### フォックス
フォックスのマーヴィン・デイビス（前者と血縁関係はない）は、ディラーに破格の優遇を約束して自社へ誘った。
1984年、Fox, Inc.（20世紀フォックスの親会社）会長兼CEOに転じた。しかし業績の悪化していたフォックスは借金が膨れ上がり、デイビスとディラーの仲も最悪になった。
85年、ルパート・マードックのニューズ・コープがフォックスを買収した。ディラーは引き続きマードックの下で経営に当たった。
80年代半ばには、恩師でもあるゴールデンソンがABCをキャピタル・シティズに売却したように巨大な三大ネットワークにも陰りが出た。マードックは、独立系のテレビ局を買収、第４のテレビネットワークを発足させようとした。
フォックス放送は若者向けの番組を作り人気を集めた。中でもカウンターカルチャーのアニメ「ザ・シンプソンズ」は人気を得た。
1992年、Foxを去る。辞職前にディラーは自分をニューズ・コーポレーションの会長にしてほしいと申し込んだ。マードックは冷静に断った。辞めた理由は「自分の会社ではないからだ」としている。

### QVC から現在まで
次にディラーが手を組んだのは、加入世帯数1000万という当時、全米最大のケーブルテレビ局TCIのジョン・マローンだった。アクセス・フリーを唱える政府の方針を無視した態度、最低な顧客満足度、杜撰な管理体制、古い設備はそのままに買収を繰り返したところから『ケーブルテレビ界のダース・ベイダー』と呼ばれたが、この時代の通信から放送を含めたメディア界では海を超えた日本も含めて、誰もが認める中心人物だった。
マローンは当時は20億ドル規模だったテレビショッピング市場をHSNと２分していたQVCの経営権をディラーに譲り、ディラーは会長に就任した。
1994年、念願のメジャー会社買収を狙い、自分を追い出したマーティン・デイビスのパラマウント映画を買収しようとする。競争相手になったのがサムナー・レッドストーン率いるナショナル・アミューズメンツ（National Amusements）が傘下におさめる『バイアコム』。買収費用が膨大になり、自分の経営が出来ないと見越して諦めたディラーは敗れた。更にCBSの買収を企むが失敗に終わり、コムキャストとリバティ・メディアがQVC を完全子会社化。職を失った。
1995年、HSNを自らの会社（独立局を運営する「Silver King」）と合併。
1997年にはUSAネットワークを買収。同年にはオンラインチケット業者「チケットマスター」を買収、以後数多くのインターネット関連会社を傘下に収める。
2002年、USAネットワークの娯楽部門をヴィヴェンディ・ユニバーサルに売却、会社名を「USA Interactive」（現IAC Inc.）に変更、自らの事業をショッピング部門に特化する。
2005年、当時IAC/InterActiveCorp傘下にあった、オンライン旅行会社のエクスペディア・グループを独立させるが、両社の会長職を兼任する体制とし、現在に至っている。

### 私生活
バリー・ディラーは2001年にファッションデザイナーのダイアン・フォン・ファーステンバーグと結婚した。2025年の回顧録『Who Knew』の中で、ディラーは自身のセクシュアリティについて初めて公に語り、男性への魅力を感じていたことを明らかにした。彼は「私は自分のセクシュアリティを決して疑わなかったが、他人の反応を恐れていた」と述べ、フォン・ファーステンバーグとの恋愛は「自然で情熱的なものだった」と説明した。ディラーは、フォン・ファーステンバーグとの関係が「私の人生の基盤」とし、男性への魅力が彼女への愛と矛盾しないと強調した。彼はまた、現代のセクシュアル・アイデンティティが「より流動的で自然」と述べ、過去の厳格な分類を批判した。